# Drupa denticulata
Drupa denticulata is een slakkensoort uit de familie van de Muricidae. De wetenschappelijke naam van de soort is voor het eerst geldig gepubliceerd in 1997 door Houart & Vilvens.